# Burg Vörden
Die Burg Vörden ist eine abgegangene spätmittelalterliche Niederungsburg des Bistums Osnabrück. Sie liegt im Ortsteil Vörden der Gemeinde Neuenkirchen-Vörden im niedersächsischen Landkreis Vechta.

## Geschichte
Die Burg Vörden wurde um 1365 als jüngste Landesburg des Bistums Osnabrück gegründet. Sie kontrollierte die von Bischof Benno II. von Osnabrück (1068–1088) angelegte Straße zwischen Bramsche und Damme, die weiter nach Bremen führte. Außerdem diente sie zur Sicherung des nordwestlichen Grenzgebiets des Bistums vor allem gegen Ansprüche des Bistums Münster. 1370 erscheint die Burg das erste Mal in den Schriftquellen. Vor 1376 gelangte die Burg an die Grafschaft Tecklenburg, da der vormalige Bistumsverweser das Pfand an der Burg an diese weitergegeben hatte, und musste gewaltsam zurückerobert werden. Unter Bischof Otto IV. von Hoya (1410–1424) wurde ein Herrenhaus erbaut und die Befestigung verstärkt. Der Ausbau wurde unter Bischof Konrad IV. von Rietberg (1482–1508) fortgeführt. 1633 ist das Hochstift Osnabrück im Dreißigjährigen Krieg von den Schweden erobert und als Fürstentum Graf Gustav Gustavson, dem illegitimen Sohn des Königs Gustav II. Adolf von Schweden, übertragen worden. 1643 baute dieser die Burg zur Residenzfestung aus, nachdem er die für neutral erklärte Stadt Osnabrück als Ort der künftigen Friedensverhandlungen räumen musste. Gustav Gustavson residierte hier bis 1650/51, als die schwedischen Truppen aus Vörden nach Wildeshausen verlegt wurden. 1685 wurden die Festungswälle abgetragen, danach diente die Anlage nur noch als Amtssitz. Unter Bischof Ernst August II. (1716–1728) wurde der baufällige Hauptflügel der Burg durch einen Neubau ersetzt. 1842 brannte das Schloss ab. Die Gebäude wurden von der katholischen Kirche erworben, die im Amtshaus die Pfarrwohnung einrichtete. Über den Fundamenten des Nordflügels wurde die Pfarrkirche errichtet.

## Beschreibung
Die Burg war einem Freiheitsbrief zufolge anfangs noch eine leicht befestigte Anlage mit Plankenzaun sowie Wall und Graben. Im 17. Jahrhundert wurde ein dreiflügeliges Schlossgebäude mit umgebendem Wassergraben errichtet. Die Vorburg umschloss die Hauptburg ringförmig und war in der letzten Ausbauphase mit zahlreichen Bastionen und einem sehr breiten Wassergraben versehen. Von dem letzten Hauptgebäude existiert noch Wirtschaftsgebäude aus der Zeit um 1400, das „Niels-Stensen-Haus“. Das heutige Pfarrhaus ist im ehemaligen Amtshaus aus dem beginnenden 18. Jahrhundert untergebracht. Über dem abgerissenen Nordflügel steht die katholische Pfarrkirche St. Paulus Apostel.